# Ігор Пастернак
Ігор Пастернак (англ. Igor Pasternak)— американський авіаційний підприємець   винахідник та інженер  що спеціалізується на проектуванні та будівництві дирижаблів. Він найбільш відомий як засновник і генеральний директор Worldwide Aeros Corp, американського виробника дирижаблів, що базується в Монтебелло, штат Каліфорнія, і за його дослідження щодо контролю змінної плавучості для дирижаблів. Ігор Пастернак є прихильником індустрії вантажних дирижаблів  і польотів на легших за повітря літальних засобах .

## Біографія
Ігор Пастернак народився в Казахській Радянській Соціалістичній Республіці , і є старшою дитиною в сім'ї єврейського походження. Його батьки, обидва інженери-будівельники, пізніше переїхали в Україну до Львова, де він виріс. Його молодша сестра Марина також була інженером . У дитинстві Пастернак рано захопився дирижаблями . В СРСР Пастернак не міг вивчати авіаційну інженерію, оскільки обоє його батьків були євреями . Вчився на інженера-будівельника в НУ «Львівська політехніка» . Під час навчання в університеті, Пастернак у 1981 році заснував конструкторське бюро дирижаблів , а в 1986 році він заснував Aeros Ltd. , свою першу компанію, що виробляла аеростати та дирижаблі для різних застосувань, включаючи рекламу та метеорологію в СРСР і за кордоном . У 1994 році Пастернак слідом за родиною емігрував до США .

## Підприємництво
З 1994 року підприємницька та інженерна кар'єра Пастернака в США була тісно пов'язана з Worldwide Aeros Corp,  компанія, яку він відновив у США . У 1994 році Пастернак переїхав із Нью-Йорка до Каліфорнії та орендував ангар на базі ВПС Касл (розташована за дві години на південь від Сан-Франциско ), щоб побудувати свій перший дирижабль у США - Aeros 50, дирижабль завдовжки майже 24м (78 футів). Пізніше Aeros 50 був проданий для реклами під час Паралімпійських ігор 1996 року . З того часу Aeros випустив і запустив у серійне виробництво низку нових моделей дирижаблів, включаючи Sky Dragon, вантажний дирижабль Dragon Dream ( Aeroscraft ) і Tethered Aerostat System (TAS). Worldwide Aeros Corp отримала різні сертифікати, в тому числі від Федерального управління авіації (FAA) для деяких своїх дирижаблів . Згодом компанія перенесла свою будівельну діяльність у Монтебелло, штат Каліфорнія, де вона знаходиться зараз .

### Спільні проекти з урядом США
Дослідницькі роботи компанії Пастернака інтенсивно фінансуються урядом США. Aeros підписав контракти з Пентагоном через проект DARPA Walrus HULA  і Управління технологій швидкого реагування на будівництво розвідувальних і вантажних військових дирижаблів , включаючи проект на 50 мільйонів доларів для розробки прототипу Pelican . У 2013 році Пастернак керував розробкою та будівництвом Aeroscraft Dragon Dream, першого дирижабля, незалежного від баласту під час завантаження вантажу та здатного здійснювати вертикальний зліт і посадку при повному завантаженні. У вересні 2013 року після отримання дозволу FAA Dragon Dream здійснив свій перший прив’язаний політ у Тастіні, Каліфорнія . У 2014 році Пастернак і його компанія поставили в Україну систему розпізнавання сигналів в Азовському морі .

## Стипендія імені Марини Пастернак
У 2000 році молодша сестра Пастернака Марина і його друг Левон Санамян загинули в результаті трагічного випадку в ангарі Aeros під час роботи в дирижаблі . Щоб вшанувати пам'ять Марини Пастернак та її внесок у компанію, Пастернак заснував Меморіальну стипендію Марини Пастернак. Стипендія надається студенткам інженерного факультету коледжу Санта-Моніки .

## Винаходи
Пастернак є винахідником вантажного дирижабля зі змінною плавучістю (the Aeroscraft). Відмінною перевагою цієї технології є вбудований внутрішній контроль баласту, який дозволяє здійснювати вертикальний зліт і посадку (VTOL) і операцію в зависанні з максимальним корисним навантаженням без використання позабортового баласту та розвантаження запасів під час зависання. Він також винайшов метод стиснення гелію, який дозволив зробити корабель важчим або легшим за потреби .
- Аероструктура дирижабля з твердим корпусом (патент США 9 266 597) [29]
- Система польоту для повітряного транспортного засобу постійного об’єму зі змінною плавучістю (патент США 9 016 622) [30]
- Багатокамерна посадкова система для повітряного транспортного засобу (Патент США 8,864,068) [31]
- Дирижабль з жорстким корпусом (патент США D663,255) [32]
- Кабіна для гібридного повітряного транспортного засобу (Патент США D631,817) [33]

## Нагороди
Протягом багатьох років Пастернак здобув численне визнання завдяки своїм досягненням у галузі дирижаблів та повітряної мобільності.
- Людина року малого бізнесу в Лос-Анджелесі 2006 [34]
- Людина року малого бізнесу в Лос-Анджелесі 2010 [35]
- Кращий підприємець США українського походження 2023 [36]